# Itápolis (kommun)
Itápolis är en kommun i Brasilien.   Den ligger i delstaten São Paulo, i den sydöstra delen av landet, 600 km söder om huvudstaden Brasília. Antalet invånare är 40 064.
Följande samhällen finns i Itápolis:
- Itápolis

Trakten runt Itápolis består till största delen av jordbruksmark. Runt Itápolis är det ganska glesbefolkat, med 34 invånare per kvadratkilometer.